# Geologija Islandije
Geologija Islandije je edinstvena in posebej zanimiva za geologe. Islandija leži na divergentni meji med Evrazijsko in Severnoameriško ploščo. Leži tudi nad žariščem, islandskim vulkanskim ognjiščen. Domneva se, da je to ognjišče povzročilo nastanek same Islandije, otok se je prvič pojavil nad gladino oceana pred približno 16 do 18 milijoni let. Rezultat je otok, za katerega so značilni ponavljajoči se vulkanizem in geotermalni pojavi, kot so gejzirji.
Izbruh Lakija leta 1783 je povzročil veliko opustošenje in izgubo življenj, kar je privedlo do lakote, ki je ubila približno 25 % prebivalstva otoka  in povzročil padec svetovnih temperatur, saj je bil žveplov dioksid izpuščen na severno poloblo. To je povzročilo propad pridelkov v Evropi in morda tudi sušo v Indiji. Ocenjuje se, da je izbruh po vsem svetu ubil več kot šest milijonov ljudi.
Med letoma 1963 in 1967 je ob izbruhu vulkana ob jugozahodni obali nastal nov otok Surtsey.

## Geološka zgodovina

### Odpiranje severnega Atlantika in izvor Islandije
Islandija leži nad srednjeatlantskim hrbtom. Nekateri znanstveniki menijo, da bi žarišče pod Islandijo lahko prispevalo k razcepu superkontinenta Pangea in poznejšemu nastanku severnoatlantskega oceana. Magmatske kamnine, ki so nastale iz te vroče točke, so bile najdene na obeh straneh Srednjeatlantskega hrbta, ki je nastal pred 57–53 milijoni leti (Ma), približno v času, ko sta se Severna Amerika in Evrazija ločili in se je začelo širjenje morskega dna na severovzhodu Atlantika. Geologi lahko določijo gibanje plošč glede na islandsko žarišče s preučevanjem magmatskih kamnin po celotni severnoatlantski regiji. To je mogoče, ker si lahko nekatere kamnine, ki jih je mogoče pripisati vulkanizmu vročih točk, razlagati kot vulkanske sledi, ki jih je pustilo islandsko žarišče. Če domnevajo, da vroča točka miruje, geologi uporabljajo tako imenovani »referenčni okvir vroče točke« za zbiranje ocen gibanja plošč in ustvarjanje zemljevidov gibanja plošč na površini Zemlje glede na stacionarno vročo točko.
Večina raziskovalcev gibanja plošč se strinja, da se je islandska vroča točka verjetno nekaj časa nahajala pod Grenlandijo. Ko se je Severni Atlantski ocean še naprej širil, se je Grenlandija nahajala jugovzhodno od islandske vroče točke in se verjetno preselila nad njo 70–40 Ma  Nekatere raziskave, ki uporabljajo nove podatke o gibanju plošč, zbrane iz referenčnih okvirov vročih točk po vsem svetu, kažejo, da se pot vroče točke na Islandiji razlikuje od tiste, ocenjene od starejših preiskav. Številne starejše kamnine (z datumom 75–70 Ma), ki se nahajajo na celotnem območju zahodno, niso le v bližini hipotetičnih islandskih žariščnih poti, temveč jih je mogoče pripisati tudi vulkanizmu vročih točk. To pomeni, da je islandska žariščna točka morda veliko starejša od najzgodnejšega preloma sedanjega najsevernejšega severovzhodnega Atlantika. Če je to res, potem je bil večji del riftinga v severnem Atlantiku verjetno posledica redčenja in izbočenja skorje v nasprotju z neposrednejšim vplivom ognjišča, ki vzdržuje islandsko vročo točko.
V drugih znanstvenih delih na poti islandske vroče točke ni mogoče zaznati take zahodne poti proti Kanadi (kjer obstajajo prej omenjene starejše magmatske kamnine), kar pomeni, da starejše magmatske kamnine, najdene v severnem Atlantiku, morda niso izvirale iz vroče točke. Čeprav se razpravlja o natančni poti islandske vroče točke, prevladujoči geofizični dokazi, kot je geotermalni toplotni tok nad Grenlandijo, kažejo, da se je vroča točka verjetno premaknila pod Grenlandijo okoli 80–50 Ma.
Približno 60–50 Ma, ko je bila Islandija blizu vzhodne obale Grenlandije in srednjeatlantskega hrbta, je vulkanizem, ki ga je morda ustvarila islandska vroča točka, povezal evrazijsko in severnoameriško celino ter med širjenjem celin oblikoval kopenski most. Ta značilnost je znana kot prečni greben Grenlandija-Škotska in je zdaj pod morsko gladino. Približno 36 Ma je bila islandska vroča točka popolnoma v stiku z oceansko skorjo in je verjetno hranila segmente srednjeatlantskega hrbta, ki so še naprej tvorili najstarejše kamnine, ki se nahajajo neposredno vzhodno in zahodno od današnje Islandije. Najstarejše podzračne kamnine na današnji Islandiji so iz 16,5 Ma.
Čeprav večina znanstvenikov verjame, da je Islandija lahko otok, ker je tako v stiku s plaščem vulkanskega ognjišča kot tudi, ker ga Srednjeatlantski hrbet aktivno ločuje, nekateri drugi prepričljivi seizmološki in geofizični dokazi imenujejo prej omenjeni plašč. domneva o plume / vroči točki. Nekateri geologi verjamejo, da ni dovolj dokončnih dokazov, ki bi nakazovali, da pod Islandijo obstaja plaščni plavž, ker pretok toplote morskega dna skozi litosfero, ki obkroža Islandijo, ne odstopa od običajnega oceanskega toplotnega toka litosfere, na katerega ognjišče ne vpliva. Ta hipoteza o hladni skorji neposredno nasprotuje ideji, da se Islandija nahaja nad vročim plaščem. Dodatni dokazi kažejo, da se potresni valovi, ustvarjeni pod Islandijo, ne obnašajo tako, kot je bilo pričakovano na podlagi drugih potresnih raziskav v bližini hipotetičnih plaščnih ognjišč. Ker je to edino mesto, kjer je mogoče opaziti širjenje morskega dna na kopnem in kjer obstajajo dokazi za plašč, bo geološka zgodovina Islandije verjetno ostala priljubljeno področje raziskav.

### Poledenitve
- Obseg ledenika
- Nunatak (iz inuitskega nunataq) je vrh ali greben gore, ki štrli iz ledenega polja ali ledenika, ki sicer pokriva večji del gore ali grebena) in območja brez ledu
- Medledenje
- Tuja (je vulkan z ravnim vrhom in strmimi pobočji, ki nastane, ko lava izbruhne skozi gost ledenik ali ledeno ploščo.) in subglacialni vulkanizem

### Holocenske spremembe in vulkanizem
- Revegetacija (postopek ponovne zasaditve in obnove tal na motenih zemljiščih)
- Povečan vulkanizem
- Oblikovanje tal ali pedogeneza
- Izostatični odboj (porast kopnih mas po odstranitvi velike teže ledenih plošč)
- Holocenski sedimenti
- Obalna erozija

## Tipi kamnin

### Vulkanske usedline
- Toleiitske magmatske serije
- Alkalne vulkanske serije
- Hialoklastit (predornina, ki je razpadla zaradi hitrega ohlajanja v stiku z vodo, ledom ali vlažnim sedimentom
- Tefra (plast piroklastov ne glede na velikost) in pepel

### Intruzivne kamnine
- Roji dajkov
- Sil – magmatsko telo, ki se je vrinilo med vzporedni plasti.
- Plutonit (magmatska intruzija)

### Sedimentne kamnine
Eden redkih primerov sedimentnih kamnin na Islandiji je zaporedje morskih in nemorskih usedlin, prisotnih na polotoku Tjörnes na severu Islandije. Ta pliocenska in poznopleistocenska nahajališča so sestavljena iz mulja in peščenjakov, v spodnjih plasteh pa so ohranjeni fosili. Primarni fosilni tipi, ki jih najdemo v ležiščih Tjörnes, so školjke morskih mehkužcev in rastlinski ostanki (lignit).
- Vegetacijske spremembe
- Preteklo podnebje
- Izvor slojev
- Ohranjanje fosilov

## Aktivna tektonika
Za tektonsko strukturo Islandije so značilna različna potresno in vulkansko aktivna središča. Islandija na jugu meji na del grebena Reykjanes v Srednjeatlantskem hrbtu in na severu na greben Kolbeinsey. Rifting v južnem delu Islandije je osredotočen na dve glavni vzporedni območji razpok. Razkol polotoka Reykjanes na JZ Islandije je nadaljevanje grebena Reykjanes, ki se povezuje z zahodnim vulkanskim območjem (WVZ). Aktivnejša vzhodna vulkanska cona (EVZ) predstavlja skok razpoke, čeprav ni jasno, kako je prišlo do širjenja glavne dejavnosti rifta proti vzhodu. Odmik med WVZ in EVZ pokriva potresno območje Južne Islandije, območje, za katerega je značilna velika potresna aktivnost. EVZ prehaja proti severu v severno vulkansko območje (NVZ), ki vsebuje vulkan Krafla. NVZ je z grebenom Kolbeinsey povezan s prelomno cono Tjörnes, še enim glavnim središčem potresnosti in deformacije.
Na polotoku Reykjanes se je po skoraj 800 letih neaktivnosti leta 2020 in do leta 2021 dogajalo veliko vulkanskih dejavnosti. Po izbruhu vulkana Fagradalsfjall 19. marca 2021 so strokovnjaki National Geographica napovedali, da bi »to lahko pomenilo začetek desetletij vulkanskih dejavnosti«. Izbruh je bil majhen, kar je napovedovalo, da ta vulkan verjetno ne bo ogrozil »nobenega prebivalca«.

## Sodobni ledeniki
Ledeniki pokrivajo približno 11 % Islandije; enostavno največji med njimi je Vatnajökull. Ker veliko ledenikov prekriva aktivne vulkane, lahko podledenitni izbruhi predstavljajo nevarnost zaradi nenadnih poplav, ki jih povzroči ledeniška talina, znana kot jökulhlaup. Islandski ledeniki so se v zadnjih 100 letih na splošno umikali; Vatnajökull je izgubil kar 10 % svojega obsega.

## Človeški vpliv in naravne katastrofe
- Prekomerna paša
  - Erozija tal
- Jökulhlaup
- Fluoroza
- Izbruh ognjenika Laki
- Islandski potres leta 2008
- Krčenje gozdov
- Uporaba geotermalne energije